# Fukushima II atomkraftværk
37°18′59″N 141°1′36″Ø / 37.31639°N 141.02667°Ø
Fukushima II atomkraftværket (福島第二原子力発電所 Fukushima dai-ni genshiryoku hatsudensho) er et kernekraftværk i Japan.
Kernekraftværket ligger i byerne Naraha og Tomioka i præfekturet Fukushima på den nordøstlige del af øen Honshū. Der findes yderligere et kernekraftværk i præfekturet, Fukushima I (福島第一原子力発電所 Fukushima Daiichi). Både Fukushima I og Fukushima II drives af Tokyo Electric Power Company.
Fukushima II består af fire kogendevandsreaktorer, som blev taget i drift 1982-1987. Disse blev taget ud af drift i forbindelse med Fukushima I-ulykkerne.

## Reaktorer på Fukushima II
| Reaktor          | Type | Først kritisk    | Kommerciel drift | Elektrisk bruttoeffekt | Installationsomkostninger (yen/kW) |
| ---------------- | ---- | ---------------- | ---------------- | ---------------------- | ---------------------------------- |
| Fukushima II – 1 | BWR  | 17. juni 1981    | 20. april 1982   | 1100 MW                | 250000                             |
| Fukushima II – 2 | BWR  | 26. april 1983   | 3. februar 1984  | 1100 MW                | 230000                             |
| Fukushima II – 3 | BWR  | 18. oktober 1984 | 21. juni 1985    | 1100 MW                | 290000                             |
| Fukushima II – 4 | BWR  | 24. oktober 1986 | 25. augusti 1987 | 1100 MW                | 250000                             |